# Бавеан
Баве́ан (индон. Pulau Bawean, «остров Бавеан») — остров в Яванском море в составе Индонезии. Площадь — 196,11 км².
Численность зарегистрированных на острове жителей по состоянию на июль 2010 года составляет 70 242 человека, однако не менее 26 тысяч бавеанцев (около 70 % мужского населения) временно проживает за его пределами. Массовый выезд бавеанцев на работу за рубеж — в основном в соседние с Индонезией Сингапур и Малайзию, начавшийся ещё в первой половине XIX века, является главной особенностью социально-экономической жизни острова.
Административно относится к провинции Восточная Ява (индон. Provinsi Jawa Timur), входит в состав округа (кабупатена) Гресик. Территория разделена на два района (кечаматана): Санкапура (индон. Sangkapura) и Тамбак (индон. Tambak).
Отличается богатой природой, некоторые распространённые здесь биологические виды являются эндемиками. На морском шельфе в районе острова расположено несколько крупных нефтяных и газовых месторождений.

Во время Второй мировой войны в акватории острова произошла серия масштабных сражений между военно-морскими силами союзников и Японии.

## Название

### Этимология

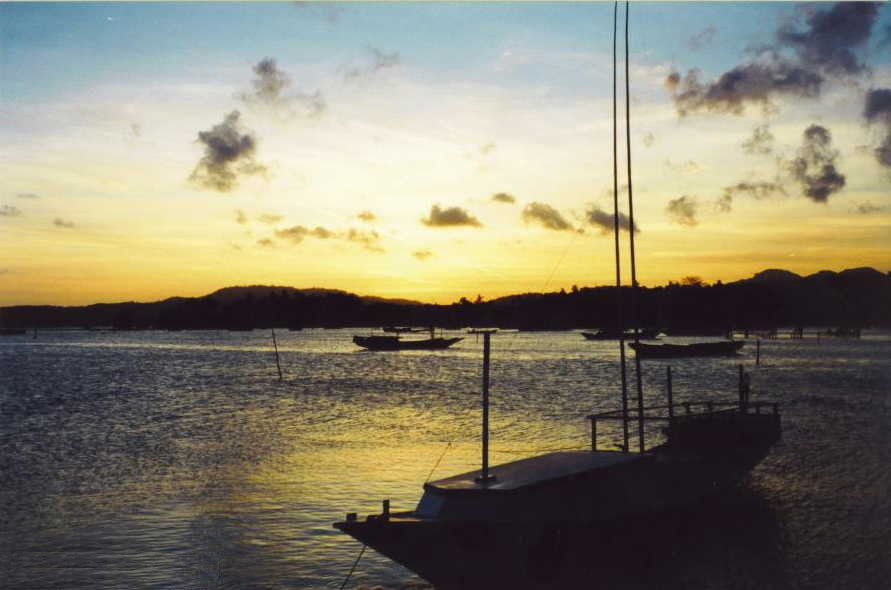
Вид на остров в районе Санкапуры

В соответствии с наиболее распространённой гипотезой название острова происходит от древнеяванского словосочетания «свет солнца есть» — «ba (свет) we (солнце) an (есть)». По легенде, в 1350 году долго блуждавшие в тумане мореплаватели из яванского государства Маджапахит именно у берега этого острова увидели, наконец, солнечный свет (бытующее мнение о санскритском происхождении этого словосочетания связано с определённой близостью этих языков). Ранее остров был известен под названием Маджиди, данным, очевидно, арабскими мореплавателями.
В период нидерландской колонизации Индонезии остров получил голландское название Лю́бок (нидерл. Lubok), однако название «Бавеан» продолжало употребляться, в том числе самими голландцами.
Примечательно, что большинство самих островитян в силу определённых лингвистических особенностей произносит название острова как «Бойя́н», реже «Баби́ан». Название «Бойян» также получило распространение в Малайзии и Сингапуре, будучи привнесено туда многочисленными приезжими бавеанцами.

### «Остров женщин»
В Индонезии, как на бытовом уровне, так и в СМИ, Бавеан часто называется «Островом женщин» или «Островом дев» (индон. Pulau Putri), поскольку с конца XIX века из-за массового выезда местного мужского населения на работу за рубеж женщины составляют абсолютное большинство (по состоянию на 2009 год — более 77 %) его постоянных жителей, а среди лиц трудоспособного возраста гендерный дисбаланс ещё более заметен. Данный феномен Бавеана является предметом научных исследований, в том числе международных.

## Физико-географические характеристики

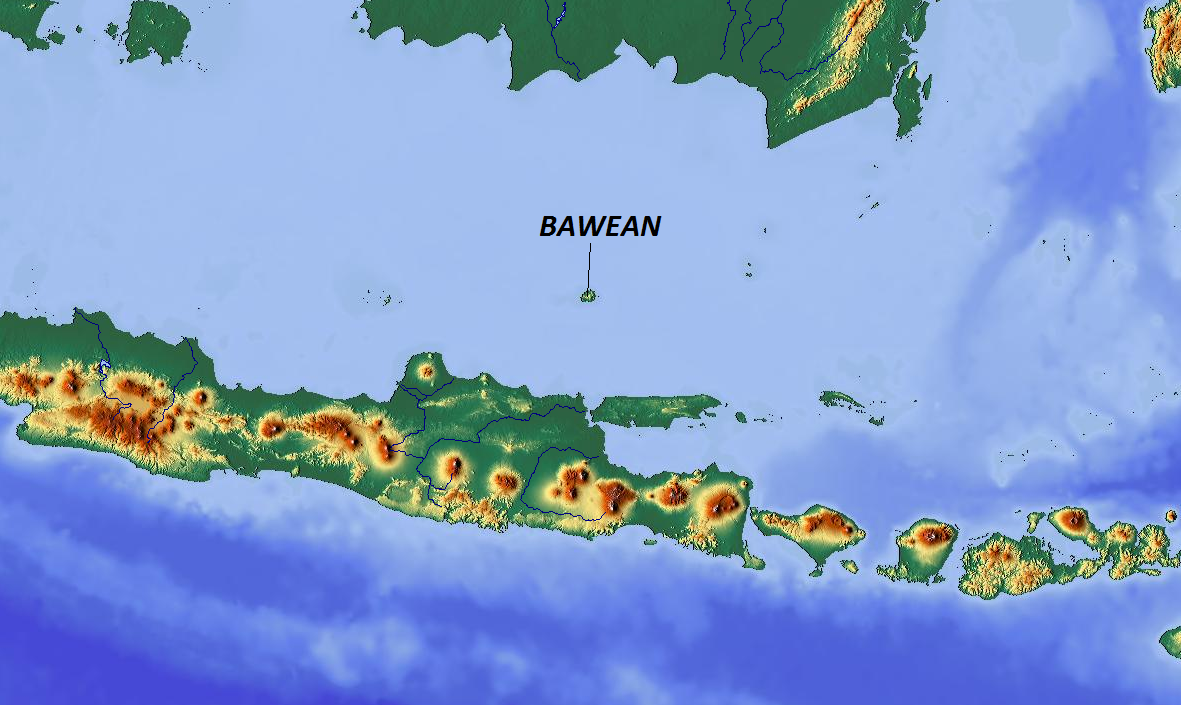
Местоположение Бавеана в Яванском море

### Географическое положение
Остров находится в Яванском море примерно в 150 км к северу от более крупного острова Мадура. Площадь — 196,11 км². Имеет форму, близкую к округлой, поперечная длина в среднем 15 км, максимальная — около 18 км, минимальная — около 11 км. Берега довольно сильно изрезаны, имеется множество небольших заливов и бухт. У побережья в различных местах группы мелких островов и скал, а также коралловые рифы шириной до 600 метров. Наиболее крупные обитаемые острова: Селаяр (индон. Selayar), Ноко-Селаяр (индон. Noko Selayar), Ноко-Гили (индон. Noko Gili), Гили-Барат (индон. Gili Barat), Гили-Тимур (индон. Gili Timur), Нуса (индон. Nusa).

### Геологическое строение, полезные ископаемые
Остров имеет вулканическое происхождение. Основу его геологической структуры составляют магматические горные породы (около 85 %), местами встречаются известняки, песчаники, доломиты.
Почвы в низменных прибрежных районах в основном аллювиальные, с преобладанием серой глины и песка. На высотах 10—30 метров над уровнем моря более старые аллювиальные наслоения формируют горизонтальные пласты бурой глины, на большей высоте преобладает латерит красно-коричневых оттенков.
Местность считается сейсмически активной: периодически происходят подземные толчки, часто сопровождаемые оползнями и движением грунтов.
На острове имеются достаточно крупные месторождения оникса, а также небольшие запасы каменного угля и золота.
На шельфе в районе Бавеана находятся нефтяные и газовые месторождения, принадлежащие к числу крупнейших в Индонезии: Бавеан I, Бавеан II, Восточный Бавеан I, Восточный Бавеан II, активное освоение которых ведётся с конца 1960-х годов.

### Рельеф

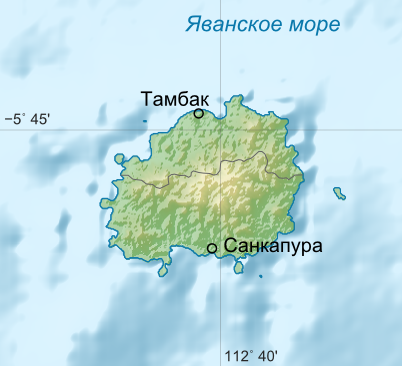
Физическая карта Бавеана

Большая часть территории холмиста, равнинны только узкая прибрежная полоса и небольшая территория на юго-западной оконечности острова (в этой связи Бавеан иногда называют «островом 99 гор»). Наибольших высот рельеф достигает в центральной и восточной частях острова, самая высокая точка — 655-метровый холм Гу́нунг-Ти́нги (индон. Gunung Tinggi, буквально — «высокая гора»). Здесь расположено несколько кальдерных водоёмов, крупнейшим из которых является озеро Касто́ба (индон. Danau Kastoba) площадью около 0,3 км² и глубиной до 140 метров, находящееся на высоте около 300 метров над уровнем моря.
На острове протекают несколько небольших речек, есть несколько водопадов, наиболее высокие — Лачча́р (индон. Laccar) и Пата́р-Селама́т (индон. Patar Selamat). Имеются геотермальные источники, в частности, Кебу́нда́я (индон. Kebun Daya) и Тауба́т (индон. Taubat).

### Климат
Климат — тропический, муссонный, менее влажный, чем в среднем в этой части Индонезии. Годовые и суточные колебания температур незначительны: среднегодовой показатель — 30 °C, усреднённый минимум — 24,5 °C. При этом чётко просматривается тенденция к постепенному повышению средних температур: за десятилетие с 1993 до 2003 года усреднённое потепление составило 1,15 °C, что несколько выше общего показателя для Индонезии.
Дождливый сезон продолжается с декабря по март. Среднемесячное количество осадков колеблется от 402 мм в декабре до 23 мм в августе. В дождливый период преобладают северо-западные ветры, в сухой — восточные.

### Флора и фауна
Природные условия Бавеана в целом достаточно сходны с яванскими. Изначально бо́льшая его часть была покрыта влажными тропическими лесами, однако в результате хозяйственной деятельности человека их площадь постепенно сокращалась и к концу XX века не превышала 10 % территории острова. Ещё около 15 % занято искусственными посадками тикового дерева (Tectona grandis).

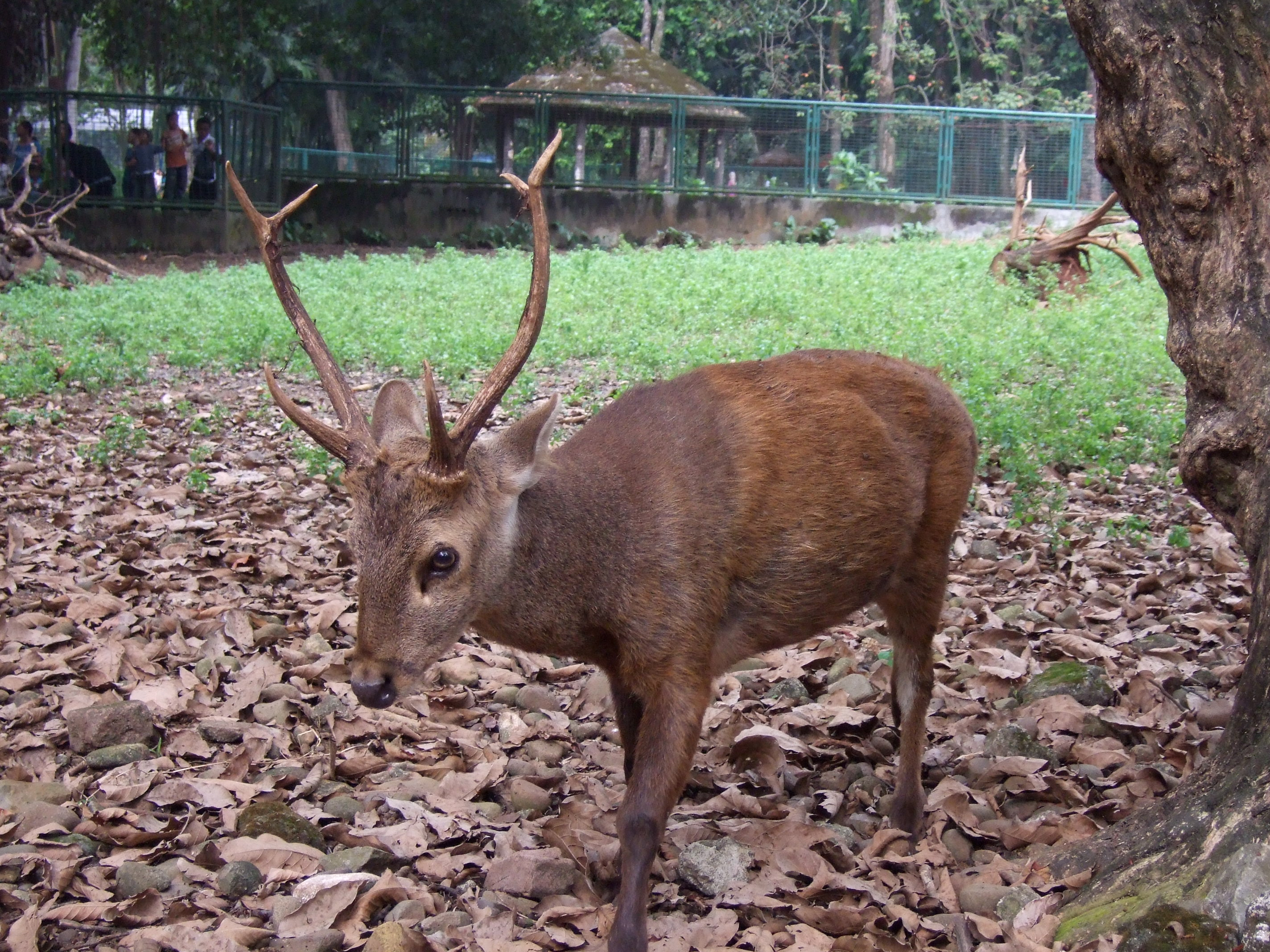
Бавеанский свиной олень — эндемик острова

Для местных джунглей характерно наличие густого невысокого подлеска с преобладанием папоротниковых и мохообразных, некоторые виды которых встречаются здесь гораздо ниже, чем в любых других районах Индонезии. Встречается большое количество орхидных. Наиболее типичные породы деревьев — фикус (Ficus sp.), науклея (Nauclea sp.), симплокос железистолистный (Symplocos adenophylla). Некоторые виды растений не встречаются на соседней Яве, в частности, канариум шероховатый (Canarium asperum), птернандра голубоватая (Pternandra coerulescens) и носатая (Pternandra rostrata),  иксора Микеля (Ixora miquelii),  ирвингия малайская (Irvingia malayana).
В некоторых районах побережья имеются мангровые заросли, основными видами в которых являются соннератия белая (Sonneratia alba), ризофора остроконечная (Rhizophora mucronata), бругиера цилиндрическая (Bruguiera cylindrica) и люмнитцера кистевидная (Lumnitzera racemosa).

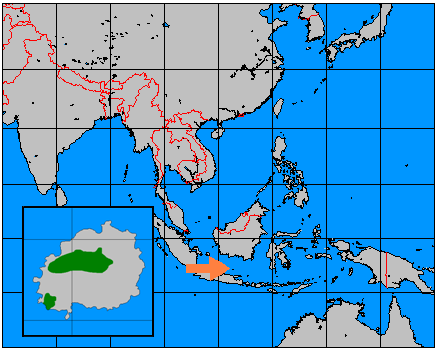
Ареал бавеанского свиного оленя на острове

Наиболее примечательным представителем фауны острова, его эндемиком, является местный подвид свиного оленя (лат. Cervus porcinus), который иногда выделяется в самостоятельный вид — бавеанский свиной олень (лат. Axis kuhlii). Количество этих животных, считающихся символом Бавеана, в середине 2000-х годов оценивалось в 250—350 голов. В соответствии с индонезийским законодательством бавеанский свиной олень находится под особой охраной.
На Бавеане обитают также такие виды животных, как краб Mictyris brevidactylus, яванский макак-крабоед (лат. Macaca fascicularis), яванский дикобраз (лат. Hystrix javanica), малая цивета (лат. Viverricula indica), малайская пальмовая цивета (лат. Paradoxurus hermaphroditus). Среди птиц распространены обыкновенная кваква (лат. Nycticorax nycticorax), рыжая цапля (лат. Ardea purpurea), большой фрегат (лат. Fregata minor), чайконосая крачка (лат. Gelochelidon nilotica). Из рептилий встречаются различные виды варанов (лат. Varanus sp.), сетчатый питон (лат. Python reticulatus). Есть сведения о заплывании на остров гребнистого крокодила (лат. Crocodylus porosus).
Меры по охране природы Бавеана предпринимались ещё нидерландской колониальной администрацией: в 1932 году пять лесных массивов общей площадью 4556 гектаров были объявлены заповедными. В 1979 году на острове были созданы заказник площадью 3832 гектара для сохранения местной фауны и заповедник площадью 725 гектаров, в котором под охраной находятся все виды живой природы.

## История

### Доколониальный период
Время заселения Бавеана людьми точно не установлено. В период раннего средневековья гавани острова часто служили стоянкой для мореплавателей, пересекавших Яванское море. Первые достоверные сведения о существовании здесь постоянных поселений относятся к XV веку.
Большая часть упоминаний о Бавеане в региональных (в основном — яванских) источниках XVI—XVII веков связаны с посещением острова мусульманскими проповедниками. Массовый переход островитян в ислам начался после смерти в 1601 году местного раджи Бебилеоно (индон. Raja Bebileono), покровительствовавшего анимизму, и перехода Бавеана под фактическую власть прибывшего с Явы мусульманского богослова Шейха Мауляны Умара Масуда (индон. Syeh Maulana Umar Mas’ud). Установленная Шейхом Мауляной династия сохранила независимость острова от яванских государств — так, известно, что его праправнук Пурбонегоро (индон. Purbonegoro), правивший островом в 1720—1747 годах, неоднократно посещал Яву как суверенный властитель Бавеана.

### Колониальный период

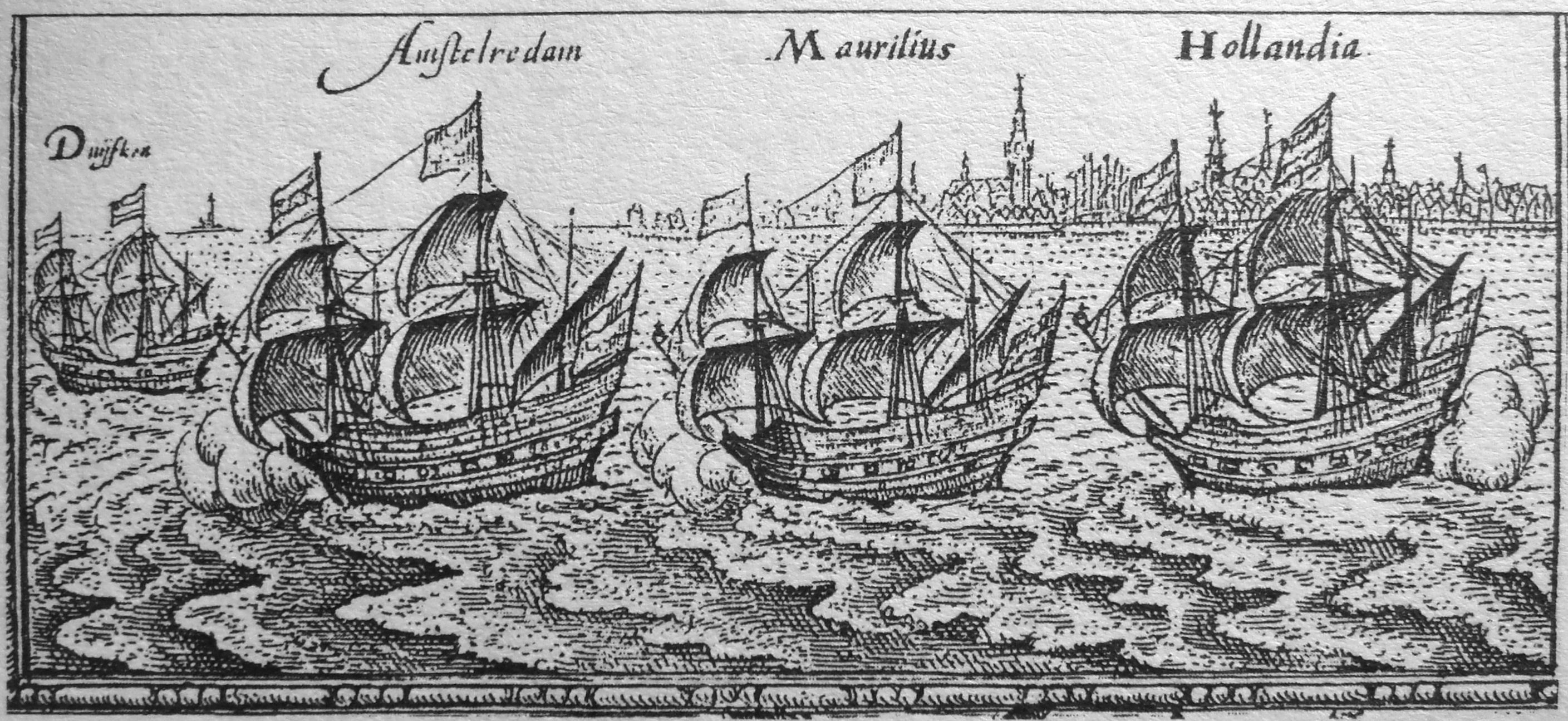
Экспедиция Корнелиса де Хутмана: второй слева — корабль «Амстердам», потерпевший крушение у берега Бавеана. Гравюра работы неизвестного мастера XVII века

Первое посещение Бавеана голландцами произошло в ходе первой же их торговой экспедиции на Яву, руководимой известным мореплавателем и колониальным деятелем Корнелисом де Хаутманом. 11 января 1597 года входивший в состав экспедиции корабль «Амстердам» получил тяжёлые повреждения у берегов острова, был оставлен и сожжён во избежание его захвата португальцами — главными соперниками голландцев в борьбе за экономическое освоение Малайского архипелага.
В XVII—XVIII веках остров регулярно посещался кораблями Нидерландской Ост-Индской компании (НОИК), укреплявшей свои позиции в этой части архипелага, и в 1743 году официально перешёл под её управление, получив голландское название Лю́бок (нидерл. Lubok). Остров не представлял значительного экономического интереса и использовался прежде всего как перевалочный пункт для кораблей НОИК, ходивших между Явой и Калимантаном.
После банкротства НОИК в 1798 году Бавеан, как и все владения компании, перешёл под прямое управление нидерландского правительства. Остров был включён в состав Сурабайского резидентства, колониальная администрация на нём была представлена чиновником в должности ассистент-резидента. Как и в других районах Нидерландской Ост-Индии, определённая власть сохранялась за туземной знатью, в среде местных жителей продолжали действовать институты мусульманского правосудия — в частности, в 1882 году был учреждён бавеанский религиозный суд (индон. Pengadilan Agama Bawean).
Начиная с конца XIX века мужчины острова стали регулярно выезжать на работы в британские колониальные владения на Малаккском полуострове, прежде всего, в Сингапур. Голландские власти не препятствовали деятельности посещавших остров зарубежных вербовщиков: в силу высокой плотности населения Бавеана (в этот период в зарегистрированных здесь 66 поселениях проживало около 30 тысяч человек) потребности колониальной администрации в рабочей силе гарантированно удовлетворялись, даже с учётом происходившего в этот период расширения экономической эксплуатации острова. В начале XX века здесь производились табак, индиго, хлопчатобумажные ткани, были разведаны залежи каменного угля. Кроме того, с острова активно вывозились бавеанские олени и низкорослые лошади местной породы.
В 1930-е годы на Бавеане начались масштабные посадки тикового дерева, что привело к сведению лесов на значительной части его территории.

### Вторая мировая война

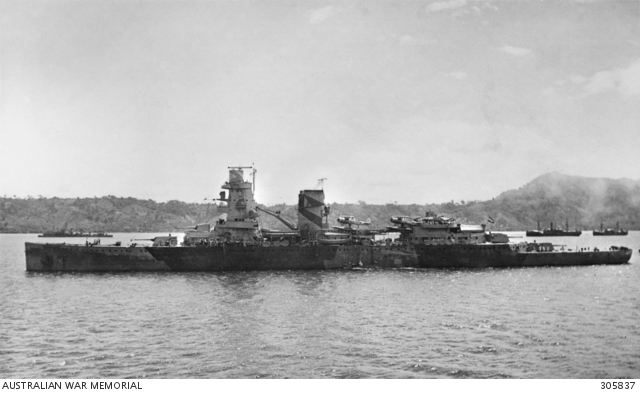
Флагман голландского флота лёгкий крейсер «Де Рёйтер» за несколько дней до гибели. Фотография февраля 1942 года

Во время Второй мировой войны морская акватория вокруг Бавеана стала зоной масштабных сражений между военно-морскими силами союзников и Японии — прежде всего, в ходе боевых действий в Нидерландской Ост-Индии 1941—1942 годов.
25 февраля 1942 года остров был захвачен японским десантом. На следующий день, 26 февраля, позиции японцев, успевших к тому времени установить на Бавеане радиостанцию, были обстреляны американской подводной лодкой «S-38».
28 февраля в видимости острова произошло так называемое первое сражение в Яванском море, в ходе которого японцами были потоплены несколько кораблей союзников, в том числе голландские лёгкие крейсера «Де Рёйтер» (нидерл. HNLMS De Ruyter) и «Ява» (нидерл. HNLMS Java), а также эсминцы — голландский «Кортенар» (нидерл. HNLMS Kortenaer) и британский эсминец «Электра» (англ. HMS Electra). На «Де Рёйтере» погиб командующий ост-индским флотом Нидерландов контр-адмирал Карел Доорман (нидерл. Karel Willem Frederik Marie Doorman).
1 марта ещё ближе к берегам острова произошло второе сражение в Яванском море, известное также как сражение у Бавеана (англ. The Battle of Bawean), завершившееся гибелью всех участвовавших в нём кораблей союзников: британского тяжёлого крейсера «Эксетер» (англ. HMS Exeter) и эсминцев — британского «Энкаунтер» (англ. HMS Encounter) и американского «Поуп» и, по существу, прекращением организованного сопротивления союзнических сил на местном морском театре.
В январе 1945 года в ходе контрнаступления союзников в районе Бавеана действовала голландская подводная лодка «O-19», осуществившая, в частности, постановку минных заграждений и потопившая японский транспорт (один из немногих успехов нидерландского подводного флота в войне на Тихом океане). В августе 1945 года занимавший остров японский гарнизон сдался высадившимся здесь англо-голландским войскам.

### В составе Индонезии

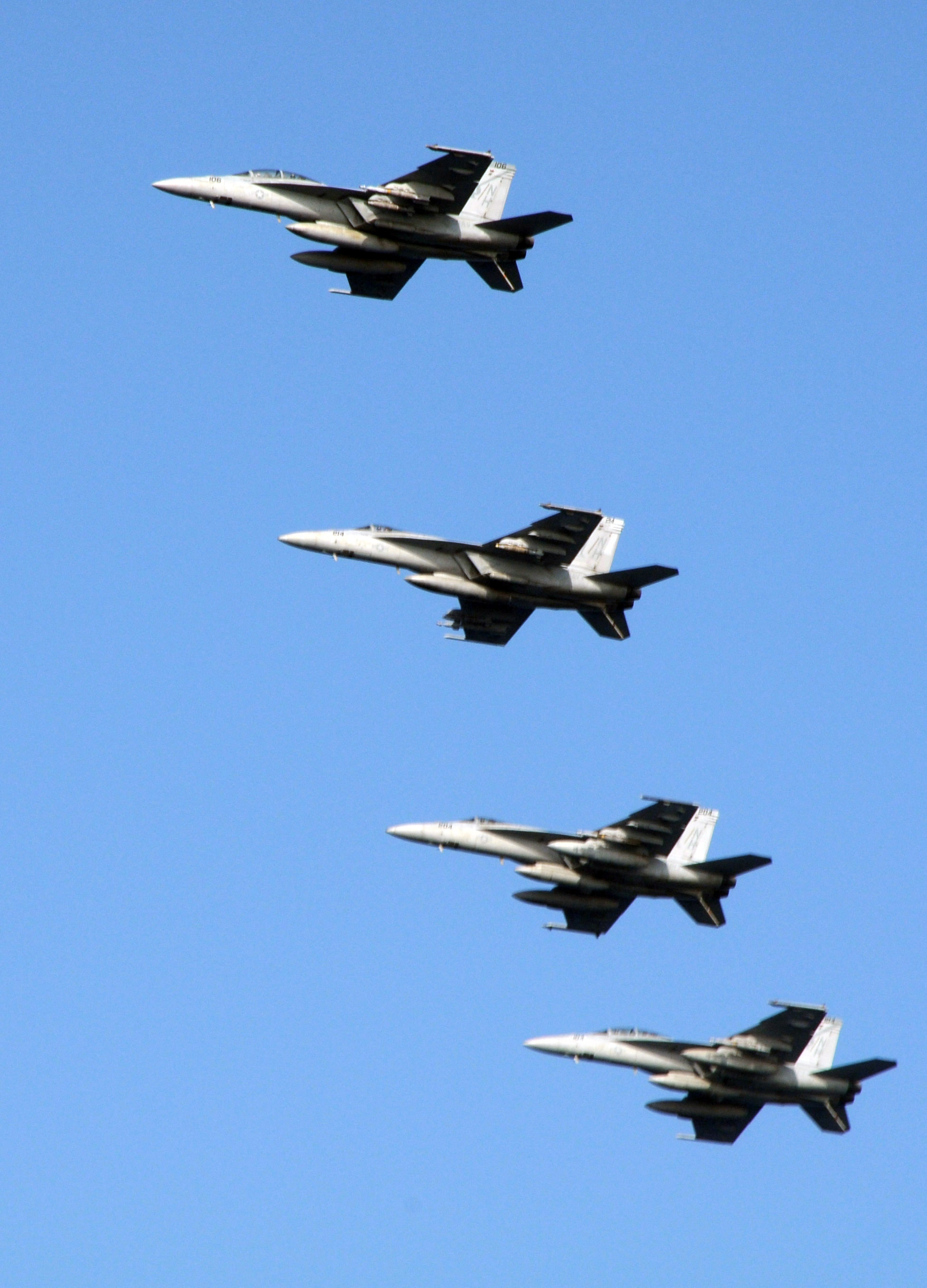
Самолеты F-18 ВМС США стали виновниками «Бавеанского инцидента» 2 июля 2003 года

После провозглашения 17 августа 1945 года независимой Республики Индонезии остров формально оказался в составе нового государства. Однако реально он оставался под голландским контролем и в феврале 1948 года вместе с островом Мадура и рядом других небольших островов был включён в состав квазинезависимого государства Мадура (индон. Madura), которое было создано по инициативе правительства Нидерландов, рассчитывавшего превратить свои бывшие колониальные владения в Ост-Индии в зависимое федеративное образование. В декабре 1949 года государство Мадура вошло в состав Соединённых Штатов Индонезии (СШИ), индон. Republik Indonesia Serikat (RIS), учреждённых по решению Гаагской конференции круглого стола 23 августа — 2 ноября 1949 года.
В марте 1950 года Бавеан, как и вся территория государства Мадура, был включён в территорию Республики Индонезии, вышедшей из состава СШИ, что было официально оформлено в августе 1950 года с провозглашением Индонезии унитарным государством.
Будучи включённым в состав провинции Восточная Ява, остров поддерживал достаточно незначительные хозяйственные связи с Явой и в целом слабо интегрировался в процессы общенационального развития. Привычный социально-экономический уклад был нарушен в ходе индонезийско-малайзийской конфронтации 1963—66 годов, осложнившей выезд бавеанцев на работу за рубеж, однако после нормализации отношений между Джакартой и Куала-Лумпуром ситуация вернулась в прежнее русло.
Наиболее заметным событием в жизни острова в начале XXI века стал так называемый «Бавеанский инцидент» 2 июля 2003 года — пролёт над его территорией пяти истребителей F-18 Седьмого флота ВМС США, нарушивших воздушное пространство Индонезии. Для перехвата самолётов, долгое время остававшихся неопознанными, были подняты два истребителя F-16 ВВС Индонезии. После установления индонезийцами связи с иностранными самолётами и их идентификации последние покинули воздушное пространство страны. Инцидент, имевший громкий резонанс в Индонезии и регионе, был признан исчерпанным после серии контактов по дипломатическим каналам, однако вызвал некоторую эскалацию антиамериканских настроений как среди части индонезийской политической элиты, так и на широком общественном уровне.

## Население

### Численность, расселение, динамика роста
С учётом исключительно высокой миграционной динамики точный подсчёт количества проживающих на острове людей проблематичен. По итогам общенациональной переписи населения, проведённой в Индонезии в 2010 году, численность зарегистрированных на Бавеане жителей составила 70 242 человека; при этом около 26 тысяч островитян проживало за его пределами — в Малайзии, Сингапуре и, в меньшей степени, на Яве и в других районах Индонезии.
Средняя плотность населения — около 360 человек на 1 км². Остров заселён весьма неравномерно: абсолютное большинство его жителей проживает в прибрежной местности, в то время как многие внутренние районы практически не населены. Наиболее густонаселённым является южное побережье острова — в частности, в городе Санкапура проживает практически половина островитян. Всего по состоянию на 2009 год на острове существовало 209 населённых пунктов.
В начале XX века темпы роста населения Бавеана были невысокими: в течение трёх десятилетий оно стабильно составляло около 30 тысяч. В последующем они значительно возросли за счёт повышения уровня жизни островитян и прибытия на остров новых переселенцев с Мадуры: так, за период с 1930 по 1964 год количество бавеанцев удвоилось — с 29 860 до 59 525 человек. В последующем рост постепенно снижался, однако на конец 2000-х годов динамика остаётся положительной — около 0,65 % в год. При этом в южной части острова этот показатель традиционно немного выше, чем в северной.

### Национальный состав

#### Коренное население
Абсолютное большинство населения составляют коренные жители — бавеанцы. Процесс их этногенеза был весьма сложным. Основную массу людей, заселявших остров в XV—XVI веках, составляли мадурцы и, в меньшей степени, яванцы. В этот же период, а также в дальнейшем Бавеан систематически посещался торговцами, рыбаками и пиратами из других районов Малайского архипелага, главным образом бугисами, макасарами и малайцами, многие из которых оседали на острове.
Позднее на Бавеан переселилось достаточно большое количество жителей суматранского города Палембанг, сформировавших здесь общину кима́сов (индон. kiemas), занявшую доминирующее положение в торговой сфере. К началу XX века бавеанцы представляли собой достаточно гомогенную этническую общность. Становлению этнической самоидентификации способствовало и массовое отходничество: селившиеся в Малайзии и Сингапуре островитяне создавали компактные общины, позиционируя себя именно как бавеанцев, а не как мадурцев.

#### Национальные меньшинства

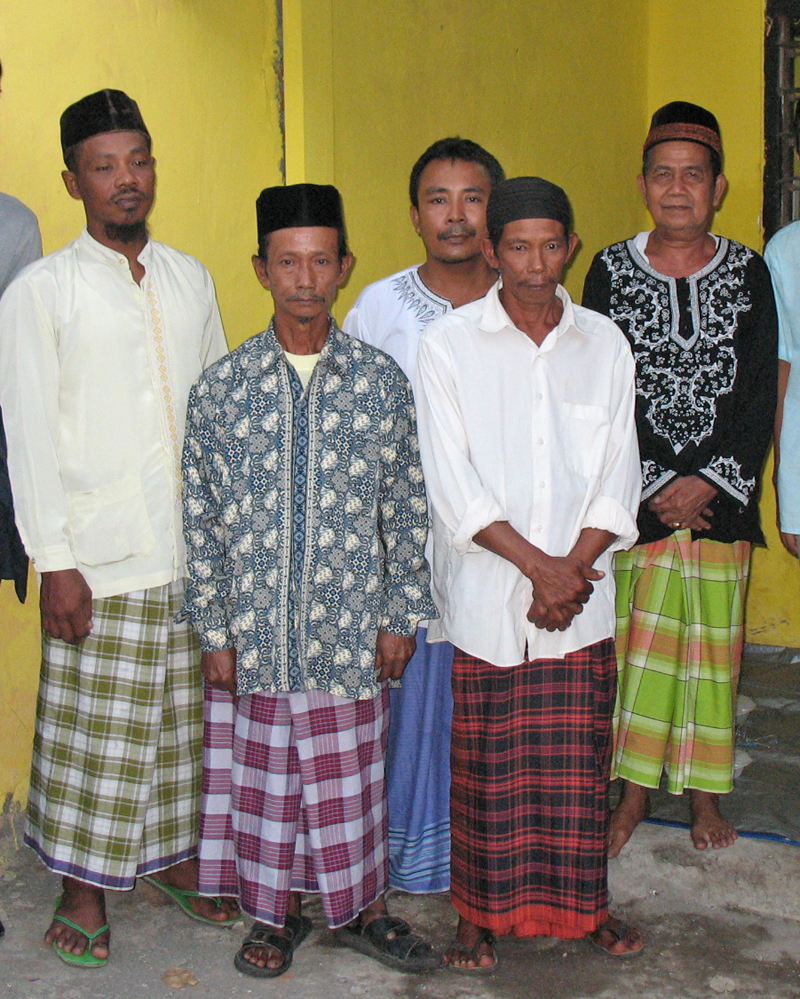
Яванцы составляют на Бавеане незначительное меньшинство

Количество некоренных островитян, переселившихся на Бавеан в последние десятилетия, невелико. Наибольшую долю среди них составляют яванцы, многие из которых командируются сюда по линии различных государственных ведомств или коммерческих организаций, представленных на острове. Несколько сотен яванцев проживает на островке Гили-Барат, соединённом с Бавеаном дамбой, занимаясь там разведением кокосовой пальмы (лат. Cocos nucifera). От новоприбывших яванцев традиционно отличаются их земляки, переселившиеся на Бавеан столетиями раньше, но не утратившие национальную самоидентификацию: большинство последних компактно живёт в деревне Дипонго (индон. Diponggo), сохраняя старояванский язык.
Небольшая китайская община проживает на острове по крайней мере с конца XIX века. Её численность постепенно увеличивается как в силу естественного прироста, так и за счёт детей китайской национальности, усыновляемых бавеанцами в Малайзии и Сингапуре.

#### Бавеанцы за рубежом
Систематический выезд бавеанцев на работу за рубеж был впервые документально зафиксирован в 1840-е годы, хотя, вероятно, начался несколько ранее — не позднее конца 1820-х годов. Основным направлением их миграций стали британские колониальные владения на Малаккском полуострове. Прибывающие туда бавеанцы, как правило, обосновывались в компактных этнических общинах. Так, в Сингапуре в 1849 году было зарегистрировано не менее 763 бавеанцев, большинство из которых проживало в районе, получившем впоследствии название Кампунг-Бойян (малайск. Kampung Boyan, буквально — «бавеанская деревня»). Позднее посёлки и районы с аналогичным названием появились в нескольких районах Малайзии. Некоторые из бавеанских поселений в Сингапуре и Малайзии продолжают существование уже более полутора столетий.
Наибольших масштабов выезд островитян за рубеж достиг в конце 1940-х — начале 1950-х, то есть в период становления Индонезии в качестве независимого государства, сопряжённый с политической нестабильностью и экономическими трудностями. Так, в 1950 году в одном только Сингапуре было зарегистрировано около 24 тысяч бавеанцев, проживавших в основном компактно. В это же время расширилась география миграций островитян, в частности, за счёт Австралии (там наиболее значительная община сложилась в Перте). Позднее существенное количество бавеанцев стало устраиваться на работу также в страны Ближнего Востока, в частности, в Саудовской Аравии.
При этом большая часть бавеанцев, перебравшихся за рубеж в период до середины XX века, оседала там, сохраняя, в лучшем случае, некоторые связи с родным островом. Однако после этого миграции приняли в основном маятниковый характер: большинство «новых» сингапурских, малайзийских, австралийских и ближневосточных бавеанцев не только сохраняет тесные связи со своими остающимися на острове родственниками и регулярно навещает их, но и, чаще всего, по прошествии нескольких лет возвращается на родину.
Массовое отходничество обусловлено в основном причинами экономического характера: недостатком работы на небольшом густонаселённом острове, низким уровнем доходов. В Сингапуре и Малайзии десятилетиями действует разветвлённая сеть предпринимателей и посредников, обеспечивающих вербовку, перевозку и трудоустройство бавеанцев (в основном в строительстве и торговом флоте).
В то же время специалисты отмечают, что выезд на работу за рубеж стал для бавеанцев уже не только основным источником дохода, но и своеобразной национальной традицией: на острове широко распространено мнение, что мужчина, не отработавший нескольких лет на чужбине, не может считаться по-настоящему взрослым. В ходе исследований, проведённых в 2008—2009 годах, только 55 % местных респондентов связывали отъезд с экономическими причинами, в то время как 35 % — с традициями или желанием набраться жизненного опыта.

### Язык
Родным для коренного населения острова является бавеанский диалект мадурского языка, наиболее своеобразный в лексическом и фонетическом плане из всех диалектов мадурского. Среди бавеанцев, компактно живущих в Сингапуре и прилегающих к нему районах Малайзии, сформировался особый поддиалект, так называемый «проливный бавеанский» (индон. boyan selat).
При этом абсолютное большинство взрослых бавеанцев на том или ином уровне владеет государственным языком страны — индонезийским.

### Религиозный состав

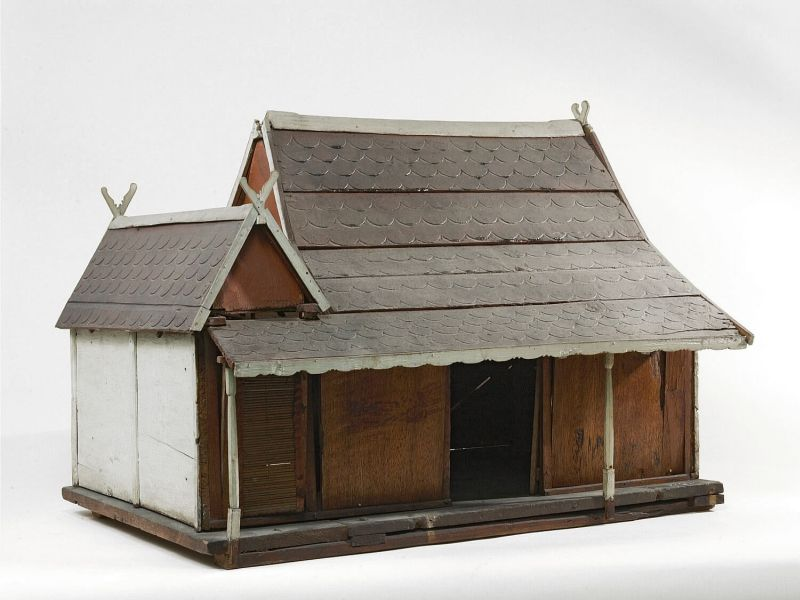
Модель традиционного бавеанского дома

Практически всё население — мусульмане-сунниты, количество последователей других религий исчисляется не более, чем десятками. По состоянию на 2008 год, на острове имелось 114 мечетей. Кроме того, в каждом поселении имеется по крайней мере одна (чаще — несколько) небольшая молельня-мушолла. Большую роль в духовной и общественной жизни островитян играют традиционные мусульманские школы — песантрены. При том, что бавеанцы пользуются репутацией весьма ревностных приверженцев ислама, среди некоторой их части сохраняются пережитки традиционных местных верований. Кроме того, ещё в середине XX века в центральной части сохранялись небольшие поселения, жители которых открыто исповедовали анимизм — их переход в ислам произошел в 1960-е годы.

### Образ жизни
Традиционные жилища бавеанцев достаточно сходны с мадурскими: дома из бамбука, каркасные, с верандой, часто на невысоких сваях. Крыша кроется пальмовыми листьями или тростником, в последние десятилетия всё большее распространение получает черепица.
Национальный костюм бавеанцев — саронг и длиннополая рубаха у мужчин, саронг и более короткая кофта у женщин — по фасону и цветовой гамме сходен в большей степени с яванской, чем с мадурской традиционной одеждой (несмотря на весьма строгую приверженность большинства островитян исламским канонам, ношение женщинами головного платка является необязательным). Встречаются также мотивы, свойственные другим народностям региона, в частности, малайцам и бугисам. В ещё большей степени малайское влияние заметно в обычаях, праздничных церемониях и народных танцах, в то время как мадурское наследие здесь проявляется незначительно. Кроме того, на Бавеане отсутствуют такие элементы мадурской традиционной культуры, как гонки на быках или серповидные ножи челуриты.
Кухня бавеанцев достаточно разнообразна: в ней сочетаются яванские, мадурские и малайские заимствования. Основой рациона служат рис, рыба и морепродукты. Традиционный местный пирог с овощной (как правило, картофельной) начинкой пользуется широкой популярностью в Индонезии, Малайзии и Сингапуре под названием «бавеанский хлебец» (индон. roti Boyan).

## Административное устройство

Административное деление Бавеана: районы Тамбак и Санкапура

Бавеан административно относится к провинции Восточная Ява (индон. Provinsi Jawa Timur). С 1975 года входит в состав округа (кабупатена) Гресик, ранее входил в состав Сурабайского округа (индон. Kabupaten Surabaya).
Территория острова разделена на два района (кечаматана) — Санкапура (индон. Sangkpura) и Тамбак (индон. Tambak), административными центрами которых являются одноимённые населённые пункты.
Площадь района Санкапура — 118,72 км², население по состоянию на 2010 год — 45 754 человека. В составе района 17 административных единиц низшего уровня — деревень, имеется 132 населённых пункта. Должность руководителя района (чамата) по состоянию на 2011 год занимает Сухами (индон. Suhami).
Площадь района Тамбак — 77,55 км², население по состоянию на 2010 год — 24 488 человек. В составе района 13 деревень, имеется 77 населённых пунктов. Должность руководителя района по состоянию на 2011 год занимает Суропади (индон. Suropadi).
Следует иметь в виду, что общая площадь двух районов — 196,27 км² — немного превышает площадь самого острова Бавеан (196,11 км²), поскольку включает в себя также территорию небольших островков, административно относящихся к ним.
Территория обоих районов составляет единый избирательный округ, который, по состоянию на 2011 год, представлен в 50-местном Совете народных представителей (СНП) округа Гресик тремя депутатами. По итогам выборов, состоявшихся в апреле 2009 года, Бавеан в региональном СНП представляют Ахван (индон. Akhwan) от Демократической партии, М. Джаннах (индон. M. Jannah) от партии «Голкар» и А. Мухаджир (индон. A. Muhajir) от Партии национального пробуждения.

## Экономика

### Общие сведения
В экономическом плане Бавеан относится к числу наименее развитых районов Индонезии. Объём местного валового регионального продукта по оценочным данным за 2011 год составил около 166,59 млрд индонезийских рупий (около 18,49 млн долл. США, снижение почти на 2 % по сравнению с 2010 годом). В подушном измерении этот показатель составил порядка 2,37 млн рупий (около 263 долл. США), что более чем в 16 раз меньше общенационального уровня.
В то же время для Бавеана характерно весьма существенное расхождение между формальными статистическими данными и реальным уровнем достатка местных жителей — в силу того, что основной статьёй дохода большинства островитян служат денежные переводы родственников, работающих за рубежом, значительная часть которых поступает без какого-либо учёта со стороны соответствующих государственных инстанций — как правило, привозится лично во время побывок либо передаётся через курьеров. По оценочным данным, общая сумма таких перечислений в несколько раз превышает объём валового регионального продукта, произведённого на самом острове.
Пребывание большей части трудоспособного мужского населения за рубежом, его низкая заинтересованность в работе на самом Бавеане являются основным фактором низкого экономического и инфраструктурного развития острова. Ситуация усугубляется тем, что средства, заработанные бавеанцами за границей, в основном расширяют фонд потребления (приобретаются главным образом товары, произведённые в других регионах Индонезии или импортные) и лишь в незначительном объёме инвестируются в экономическую деятельность на территории острова. Относительно развитые отрасли местной экономики — сельское хозяйство, рыболовство и добывающая промышленность — традиционно отличаются невысокой эффективностью.

### Сельское хозяйство

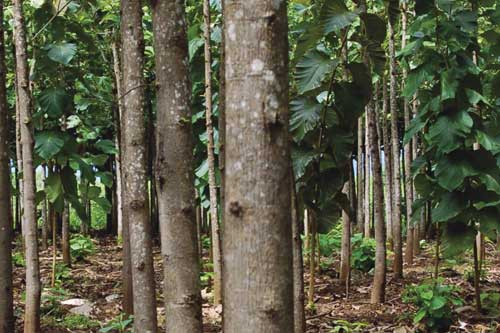
Плантации тикового дерева (Tectona grandis) обеспечивают бавеанцев основным экспортным продуктом

Основная часть бавеанцев, проживающих на острове, занята в сельском хозяйстве, преимущественно в земледелии. Главная сельскохозяйственные культура — рис, выращиваемый на заливных полях в основном в прибрежных районах, как правило, на высоте не более 30 метров над уровнем моря. Культивируются также кукуруза, картофель, кокосовая пальма, ямс, манго. Урожайность в среднем заметно ниже, чем на Яве, — из-за значительно более низкого уровня сельскохозяйственной механизации, обеспечения удобрениями и пестицидами, а также из-за более частых засух.
Скотоводством занимаются около 5 тысяч островитян. В 2011 году поголовье коров на острове составило 12 317 голов, буйволов — 233 головы. Практикуется искусственное осеменение самок местного крупного рогатого скота с использованием спермы животных европейских пород.
Традиционно развито рыболовство. Санкапура, по состоянию на середину 2000-х годов, входила в число 30 крупнейших рыболовецких портов страны, обеспечивая более 2 тысяч заходов рыболовных судов в год при годовой отгрузке улова до 3 тысяч тонн. Основными промысловыми видами являются групперы и летучие рыбы, ханос, развивается промысел лангустов.
Важной отраслью местного хозяйства является выращивание тикового дерева: тиковая древесина является основным товаром, вывозимым с острова. Имеются как частные, так и государственные тиковые плантации. Систематически выявляются случаи незаконной порубки и контрабанды тика.

### Промышленность
Главной отраслью добывающей промышленности является разработка месторождений оникса, расположенных в центральной части острова. С начала 2000-х годов она ведётся промышленным способом при участии нескольких тайваньских компаний. Добыча золота, исторически практиковавшаяся на острове, была прекращена ещё в период нидерландской колонизации, в настоящее время рассматривается возможность разведки более перспективных месторождений.
Разработка расположенных на шельфе Бавеана нефтяных месторождений, осуществляющаяся индонезийской национальной нефтяной компанией «Пертамина» (индон. Pertamina) совместно с рядом ведущих западных сырьевых корпораций, при всей масштабности соответствующих проектов, не оказывает существенного влияния на экономическое развитие самого острова.
Обрабатывающая промышленность представлена несколькими кустарными предприятиями по изготовлению поделок из оникса, крупука из зерновой и рыбной муки либо овощей, плетению циновок.

### Энергетика
Электроэнергией, по состоянию на 2009 год, обеспечивались лишь 124 из 209 населённых пунктов острова. Её централизованная выработка осуществляется региональной структурой индонезийской Государственной электроэнергетической компании (индон. Perusahaan Listrik Negara, PLN) на 15 дизельных генераторах, работающих на привозном топливе. Кроме того, в частном секторе используется большое количество генераторов небольшой мощности. Из-за частых перебоев с поставками топлива круглосуточная подача электричества обеспечивается далеко не всегда: в жилом фонде оно временами бывает доступно только в вечернее время. Наиболее серьёзные проблемы возникают в периоды штормов, затрудняющих морское сообщение с Явой, — иногда происходит полное обесточивание острова (резервные запасы позволяют обеспечить Бавеан электроэнергией в течение всего 72 часов).
Местные власти рассчитывают существенно улучшить ситуацию за счёт строительства на острове электростанции с паротурбинным энергоблоком, которое предполагается завершить до конца 2013 года.

### Туризм
Власти — как местные, так и администрация округа Гресик — предпринимают попытки повышения туристической привлекательности Бавеана, главным образом, за счёт рекламы местных природных достопримечательностей, прежде всего, следующих:
- высокогорное озеро Кастоба;
- геотермальные источники Кебундая и Таубат;
- водопады Лаччар и Патар-Селамат;
- пещеры в центральной части острова;
- песчаные пляжи на значительной части побережья;
- коралловые рифы.

Вместе с тем, слабое инфраструктурное развитие острова в сочетании с его удалённостью от Явы существенно осложняет развитие здесь туризма. Кроме того, часть местного населения негативно воспринимает посещение туристами озера Кастоба, приписывая этому водоёму сакральные свойства.

## Транспорт
Основным элементом дорожной инфраструктуры является проложенная вдоль побережья острова кольцевая дорога длиной около 55 км, которая на 60 % протяжённости находится в аварийном состоянии. Несколько внутренних населённых пунктов соединены с ней небольшими дорогами, часто грунтовыми. В 2012 году бюджетом округа Гресик предусмотрено ассигнование 12 млрд рупий (более 1,3 млн долл. США) на проведение капитального ремонта бавеанской окружной трассы. На острове, по состоянию на конец 2010 года, было зарегистрировано около 300 автомобилей и около 11 700 мотоциклов, мотороллеров и мопедов.
Главным портом острова является Санкапура. Морское сообщение связывает остров с населёнными пунктами северных берегов Восточной Явы и Мадуры. Наиболее интенсивно судоходство по маршруту Санкапура — Гресик.
В 2009 году на Бавеане начато строительство аэропорта, который предполагается ввести в эксплуатацию в 2013 году. По проекту, длина взлётно-посадочной полосы должна составить 1200 метров, аэропорт должен принимать легкомоторные самолёты, способные перевозить до 50 пассажиров. На начало 2012 года готовность обслуживать Бавеан изъявили две индонезийские авиакомпании — «Мерпати» и «Скай Авиэйшн».

## Социальная сфера

### Образование
В 2011 году на острове имелись 34 школы, в том числе 29 начальных (1—6 классы, дети от 7 до 12 лет), 2 средних школы первой ступени (7—9 классы, от 13 до 15 лет) и 1 средняя школа второй ступени (9—11 классы, дети от 15 до 17 лет). Кроме того, на острове имеется не менее 15 крупных мусульманских школ — песантренов и множество более мелких исламских школ, а также одно исламское учебное заведение, имеющее статус религиозного вуза.

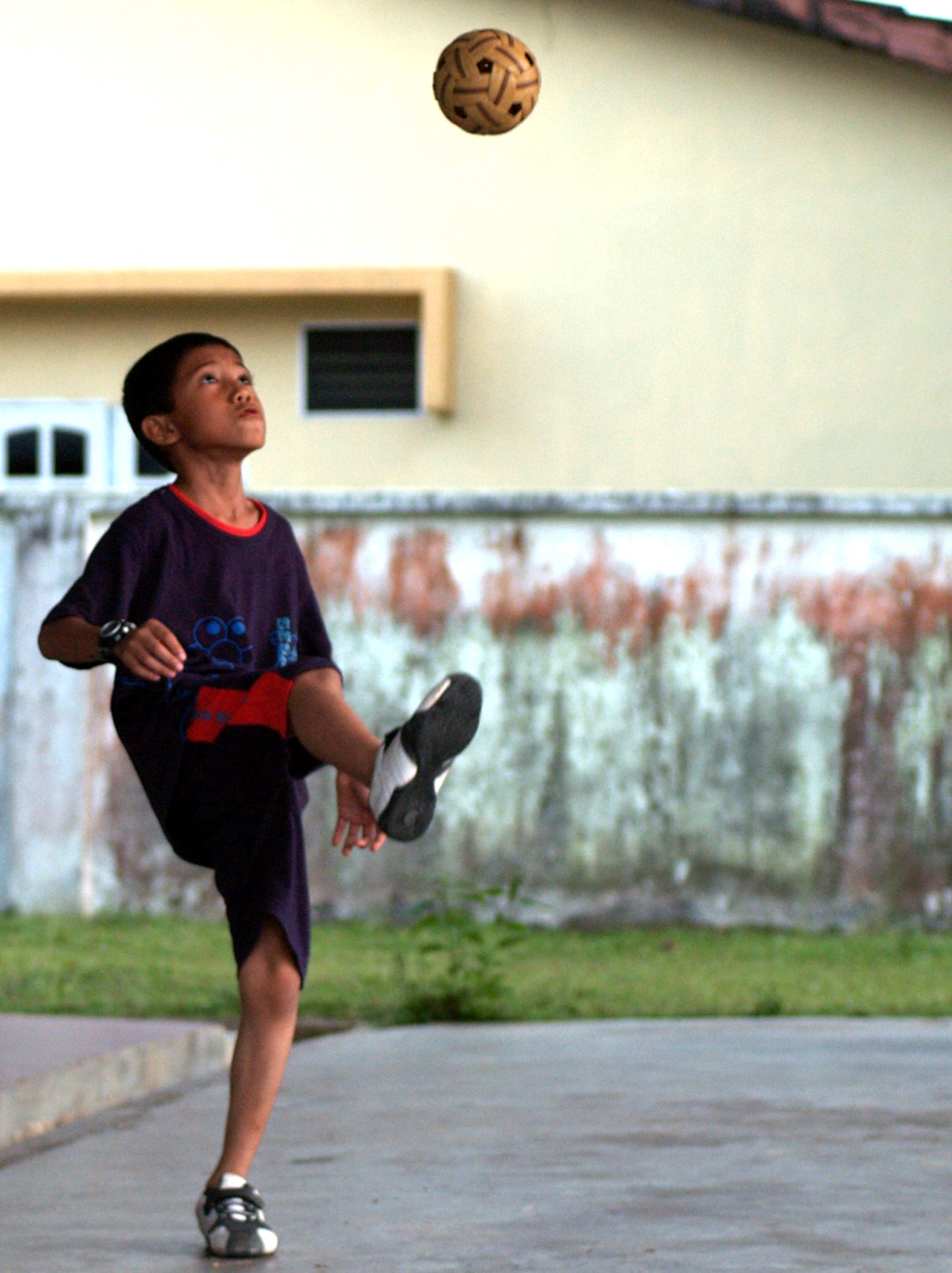
Игра сепактакрау, популярная на Бавеане

Выезд местной молодёжи для получения высшего образования на Яву и в другие районы Индонезии представляет достаточно серьёзную проблему для Бавеана, поскольку большая часть окончивших вузы не возвращается на остров.

### Здравоохранение
Больницы на острове нет, перспективы её строительства, по состоянию на конец 2011 года, остаются неопределёнными в силу проблем финансового и кадрового характера. Имеется сеть медпунктов и аптек, реализация задачи по повышению качества их работы наталкивается на те же проблемы. Бавеанцы, нуждающиеся в сколь-либо серьёзной медицинской помощи, обычно переправляются морем в административный центр округа — город Гресик. В 2012 году администрация округа планирует наладить регулярные командировки врачей различных специальностей из Гресика для обслуживания бавеанских жителей.
В условиях нехватки медицинских учреждений и медицинского персонала на острове достаточно активно практикуются народная медицина и знахарство.

### Спорт
Несмотря на то, что по качеству спортивной инфраструктуры остров значительно уступает Мадуре и, тем более, Яве, местные спортсмены считаются одними из лучших в округе. Наиболее успешными являются бавеанские команды по настольному теннису и по распространённой в Юго-Восточной Азии игре сепактакрау (плетёный из лианы мяч ногами перекидывается через сетку). Первая регулярно участвует в провинциальных соревнованиях, вторая — в национальных первенствах. В 2000-х годах широкое распространение получил волейбол: на острове имеется около 80 официально зарегистрированных команд.
Административные функции в области спорта осуществляют районные отделения Индонезийского национального комитета по спорту (индон. Komite Nasional Olahraga Indonesia) в Санкапуре и Тамбаке.